# ヴェスヴィオ (補給艦)
ヴェスヴィオ（イタリア語：Vesuvio, A 5329）は、イタリア海軍のストロンボリ級補給艦2番艦。艦名はヴェスヴィオ火山に由来し、この名を受け継いだイタリア軍艦としては5代目にあたる。

## 艦歴
「ヴェスヴィオ」は、オルランド兄弟造船所ムッジャーノ造船所で建造され1974年7月1日に起工、1977年6月4日に進水、1978年10月31日に就役する。
1980年にイルピニア地震の発生に伴い被災者向けの救援物資を輸送する。1984年にはレバノン2作戦の支援に参加した。1987年9月から1988年3月までタンカー戦争のためにペルシャ湾に派遣され、1991年1月から5月までは湾岸戦争のため再びペルシャ湾に派遣された。1992年にはユーゴスラビア紛争に対応するためのシャープ・ヴィジランス作戦とマリタイム・モニター作戦に参加しアドリア海に展開する。1992年12月から1993年4月までの間、ソマリアにおける国際連合主導の希望回復作戦（ORH）に参加した。
2002年から2005年にわたってアクティブ・エンデバー作戦に参加し地中海東部海域に展開、同作戦の参加中の2004年にはペルシャ湾において不朽の自由作戦に参加する。インド洋に展開した際には海上自衛隊から洋上補給も受けている。